# はなしちゃお!〜性と生の学問〜
『はなしちゃお!〜性と生の学問〜（ - せいとせいのがくもん）は、NHK Eテレで2022年1月から不定期で放送されている特別番組。
「性」について学問を切り口として紹介する番組である。

## 出演者
- サーヤ（ラランド）
- まっきぃ - コンドームの妖精、声の担当はマキタスポーツ
- 増田明美 - 語り

## 放送内容
| 初回放送日     | 放送内容                                                                               | ゲスト                       | 出典          |
| -------------- | -------------------------------------------------------------------------------------- | ---------------------------- | ------------- |
| 2022年1月28日  | - マスターベーション×言語学 - コンドーム×歴史学 - 男は黙って…×脳科学                   |                              | [ 1 ]         |
| 2022年8月12日  | - セックス×薬史学 - 男の下着×男性学                                                    | 丹羽咲江（婦人科医）         | [ 2 ] [ 3 ]   |
| 2022年8月19日  | - 生理×生物学 - 春画×社会心理学                                                        | エリイ（Chim↑Pom）、成田悠輔 | [ 4 ] [ 3 ]   |
| 2023年8月25日  | - ラブホテル×建築学 - 性的同意×動物行動学                                              |                              | [ 5 ]         |
| 2023年9月1日   | - 生理用品×歴史社会学 - 性欲を学問してみた                                             | アリス・パッハー（社会学者） | [ 6 ]         |
| 2023年11月10日 | - 陰毛×民俗学 - フェロモン×動物行動学                                                  |                              | [ 7 ]         |
| 2023年11月17日 | - 包茎×比較文化学 - 女性×言語学                                                        |                              | [ 8 ]         |
| 2024年2月9日   | おっぱい特集                                                                           |                              | [ 9 ]         |
| 2024年2月16日  | - 性器崇拝×民俗学 - プライベートゾーン×スポーツジェンダー学                            |                              | [ 10 ]        |
| 2024年5月4日   | - 童貞処女×歴史社会学 - “気持ちいい”を科学する - ポルノ×メディア学 - 異性装×文化社会学 | ぐんぴぃ（春とヒコーキ）     | [ 11 ] [ 12 ] |
| 2024年7月13日  | - 童貞処女×歴史社会学 - “気持ちいい”を科学する                                         |                              | [ 13 ]        |
| 2024年7月14日  | - ポルノ×メディア学 - 異性装×文化社会学                                                |                              | [ 14 ]        |
| 2024年7月19日  | - 裸×社会心理学 - 女性器×生物学                                                        |                              | [ 15 ]        |
| 2024年7月26日  | - 夜ばい×民俗学 - 男のモテ×歴史学                                                      |                              | [ 16 ]        |
| 2025年2月7日   | - 卵子・精子を学問する - 受精を科学する                                                |                              | [ 17 ]        |
| 2025年2月14日  | - キスを学問する - 禁欲×スポーツ学                                                     |                              | [ 18 ]        |